# Mecometopus accentifer
Mecometopus accentifer là một loài bọ cánh cứng trong họ Cerambycidae.